# Fracture
Fracture (bra: Um Crime de Mestre; prt: Ruptura) é um filme teuto-estadunidense de 2007, dos gêneros policial e suspense, dirigido por Gregory Hoblit, com roteiro de Daniel Pyne e Glenn Gers.
Estrelado por Anthony Hopkins e Ryan Gosling, conta a história de um homem que atira em sua esposa infiel e depois se envolve em uma batalha de inteligência com um jovem promotor assistente. O filme tem 71% de crítica do Rotten Tomatoes e arrecadou US$ 91 milhões.
Foi lançado em 20 de abril de 2007. Ele estreou nos Estados Unidos e arrecadou US$ 3,6 milhões no dia da abertura e US$ 11 milhões durante o fim de semana de estreia, ocupando o segundo lugar com uma média por cinema de US$ 4,5 mil. Durante o seu segundo final de semana, caiu para o quarto lugar e arrecadou US$ 6,8 milhões (média de US$ 2,7 mil por sala). Durante o terceiro fim de semana, subiu para o terceiro lugar e faturou US$ 3,7 milhões (média de US$ 1,5 mil por sala). Fracture passou a arrecadar US$ 39 milhões nos Estados Unidos e Canadá e US$ 52 milhões no exterior. No total, o filme arrecadou mais de US$ 91 milhões.
O filme recebeu críticas positivas dos críticos. O Rotten Tomatoes relata que 71% dos críticos deram ao filme uma crítica positiva com base em 173 críticas e uma pontuação média de 6,5/10. No Metacritic, que atribui uma classificação média ponderada de 100 a críticas dos principais críticos, o filme recebeu uma pontuação média de 68 com base em 35 críticas, o que indica "críticas geralmente favoráveis". Peter Rainer, do The Christian Science Monitor e Owen Gleiberman, da Entertainment Weekly, deram uma crítica positiva ao filme e elogiaram as performances de Hopkins e Gosling. Claudia Puig, do USA Today, também deu uma crítica positiva ao filme, elogiando não apenas as performances dos dois principais atores, mas também a direção de Hoblit, observando que "ele também sabe desenhar performances notáveis de jovens atores, com Ed Norton em Primal Fear e Gosling aqui". Ela também acrescentou sobre o filme que "é um jogo provocativo que se desenrola com inteligência e sagacidade".

## Sinopse
Ao descobrir a infidelidade da esposa, engenheiro a mata com um tiro na cabeça. Detido, confessa o crime. Parece um caso fácil para o ambicioso promotor prestes a trocar o serviço público por um rico escritório de advocacia, mas ele logo percebe que nada é o que aparenta.

## Elenco
- Anthony Hopkins ..... Theodore "Ted" Crawford
- Ryan Gosling ..... William "Willy" Beachum
- David Strathairn ..... Joe Lobruto
- Rosamund Pike ..... Nikki Gardner
- Embeth Davidtz ..... Jennifer Crawford
- Billy Burke ..... tte. Rob Nunally
- Cliff Curtis ..... Detetive Flores
- Fiona Shaw ..... juíza Robinson
- Bob Gunton ..... juiz Frank Gardner
- Josh Stamberg ..... Norman Foster
- Xander Berkeley ..... juiz Moran
- Zoe Kazan ..... Mona
- Retta ..... policial da sala de provas
- Alla Korot ..... tradutora de russo